# Gerhard Vogt
Gerhard Vogt, nemški častnik, vojaški pilot in letalski as, * 29. november 1911, Raudten, padel v boju 14. januar 1945, v bližini Kölna.

## Življenjepis
Gerhard Vogt se je rodil 29. novembra 1911 v kraju Raudten v bližini mesta Lüben v Spodnji Šleziji. Po končanem usposabljanju za vojaškega pilota lovskega letala se je 16. septembra 1941 pridružil JG 26, ki je deloval na območju Rokavskega preliva. Dodeljen je bil 6./JG 26, kjer je dosegel tudi svojo prvo zračno zmago, ko je 6. novembra 1941 nad Calaisom sestrelil britanskega lovca Supermarine Spitfire. 
24. marca 1942 je bil v spopadu s Spitfiri v bližini Abbevilla ranjen in je moral svojega poškodovanega Focke-Wulf Fw 190 Würger A-1 (W. Nr. 013) “Rjava 13” zasilno pristati. Do konca leta 1942 je Vogt tako zbral 11 zmag, 2. februarja 1943 pa je bil nad St. Omerjem spet sestreljen, ko se je ponovno zapletel v spopad s Spitfiri. Tokrat je njegovo letalo, Messerschmitt Bf 109 G-4 (W. Nr. 161 29) “Rjava 10” strmoglavilo, sam pa je uspel izskočiti s padalom. Pri doskoku si je težje poškodoval ramo in stopalo. Po tej nesreči je štiri mesece preživel v bolnišnici v Arrasu. 
V zrak se je ponovno vrnil 22. junija 1943 in nad Kanalom takoj sestrelil ameriški težki bombnik Boeing B-17 Fortress, ki je zaradi poškodb zaostal za svojo formacijo. 30. julija je bil Vogt spet v spopadu z drugo »letečo trdnjavo«, pri napadu pa je bil njegov Fw 190 A-5 (W. Nr. 410 006) “Rjava 13” zadet. Zadeli so ga obrambni mitraljezi bombnika, ki ga je napadal. Vogt je sicer poskušal uničiti letalo tako, da bi se zaletel vanj, kar pa mu ni uspelo in je moral iz svojega lovca težje poškodovan izskočiti.
3. septembra 1943 je spet napadal bombniško formacijo, ki so jo sestavljali bombniki B-17 in bil ponovno zadet. Svojega Fw 190 A-4 (W. Nr. 2456) “Rjava 11” je moral ponovno zasilno pristati v bližini mesta Romilly-sur-Seine, pri tem pa je bil lažje poškodovan. Že naslednji dan je v bližini Le Tréporta zadel svoje 14. letalo, britanskega lovca Spitfire. Spitfire, ki ga je pilotiral avstralski letalski as Tony Gaze se je sicer zadet umaknil a so ga Vogtu vseeno priznali kot uničenega. Novembra je bil Vogt premeščen v 7./JG 26. 28. februarja 1944 se je s sopiloti dvignil v zrak po tem, ko so trije Spitfiri napadli letališča v Valenciennesu, Douaiu, Vitryju in Epinoyu. V spopadu sta bila dva Spitfira težje poškodovana in sta se iz boja umaknila ter pobegnila proti Angliji, tretjega, pa je Vogt zasledoval v oblake in ga sestrelil. Iz zadetega lovca je pilotu sicer uspelo izskočiti, a je pri tem zadel repni stabilizator svojega letala. Nekaj ur kasneje je umrl v bolnišnici. Izkazalo se je, da je bil pilot poveljnik napadajočih Spitfirov, ameriški letalski as v službi RAF, Claude Weaver, ki je do takrat dosegel 12,5 potrjenih in 3 nepotrjene zračne zmage. 
Za 26 zračnih zmag je bil Vogt 5. maja 1944 odlikovan z Nemškim križem v zlatu, kmalu za tem pa je napredoval v čin poročnika in prevzel poveljstvo nad 7./JG 26. Na tem mestu je zamenjal prejšnjega poveljnika, nadporočnika Waldemarja Radenerja, ki je bil ranjen v boju. 5. julija je bil Vogt še enkrat prisiljen zasilno pristati, po tem, ko je bil v boju z angleškimi Spitfiri zadet, pri tem pa je njegovo letalo Fw 190 A-8 (W. Nr. 170 661) “Rjava 13” zadelo v električne žice v med Buréjem in Mele sur Sarthem. Pri pristanku se tokrat ni poškodoval in je lahko nadaljeval svojo kariero. 14. avgusta je postal Staffelkapitän 5./JG 26, tokrat je nasledil stotnika Walterja Matonija, ki je postal Gruppenkommandeur I./JG 11. 
21. septembra 1944 je Vogt dosegel že svojo 40. zračno zmago, ko je JG 26 nad Nijmegenom prestregla transportna letala Douglas C-47 Skytrain, ki so nad Arnhem peljala padalce. 
Vogt je bil ponovno sestreljen že 28. oktobra, ko ga je v bližini Nizozemskega mesta Venlo sestrelilo britansko lovsko letalo Hawker Typhoon. Ob zasilnem pristanku svojega Fw 190A-8 (W. Nr. 175 130) “Bela 13” se je Vogt spet lažje poškodoval. 25. novembra 1944 je bil za 46 zračnih zmag Gerhard Vogt odlikovan z Viteškim križem in je tudi napredoval v čin nadporočnika. Med operacijo Bodenplatte, nemškim napadom na zavezniška letalska oporišča na Nizozemskem in v Belgiji je Vogt vodil 5./JG 26, 14. januarja pa je v sklopu te operacije vodil tudi napad svojih lovcev na ameriške jurišnike, ki so v Ardenih napadali nemške kopenske sile. Na poti proti območju patruljiranja so se nemški lovci spopadli z ameriškimi, v boju pa je bil Vogt sestreljen in je s svojim Focke-Wulf Fw 190 D-9 (W. Nr. 210 176) “Bela 13” v bližini Kölna strmoglavil in se ubil.
Gerhard Vogt je na 174 bojnih nalogah dosegel 48 zračnih zmag, med katerimi je bilo osem težkih štirimotornih bombnikov. Vse zmage je dosegel nad zahodnim bojiščem. 

## Odlikovanja
- Železni križec 2. in 1. razreda
- Nemški križ v zlatu (5. maj 1944)
- Viteški križ železnega križca (25. november 1944)